# Georg Kinsky
Pour les articles homonymes, voir Kinsky.
Georg Ludwig Kinsky (Marienwerder (aujourd'hui Kwidzyn), 29 septembre 1882 - Berlin, 7 avril 1951) est un musicologue allemand. Il a été un important collectionneur d'instruments de musique et de manuscrits. Il a travaillé à un catalogue thématique des œuvres de Beethoven publié en 1955, qui reste de nos jours un catalogue de référence.

## Biographie
Kinsky a commencé sa carrière en tant que bouquiniste et, en 1908, il est devenu assistant d'Albert Kopfermann (1846-1914) à la Preußische Staatsbibliothek de Berlin.
De 1909 à 1927, il a été conservateur et directeur du Heyer Musikhistorisches Museum de Cologne, dont il a dressé l'inventaire des documents. De 1921 à 1932, il a été chargé de cours à l'Institut de musicologie de l'Université de Cologne
Il a travaillé à un catalogue thématique et bibliographique des œuvres de Ludwig van Beethoven, qui a été revu et complété par son collègue Hans Halm puis a été publié à titre posthume en 1955. Le catalogue « Kinsky / Halm » est actuellement le principal catalogue des œuvres de Beethoven.
Georg Kinsky a également participé à des éditions modernes des œuvres de Bach, Beethoven et Paganini.
Kinsky était fils d'un marchand juif et a été persécuté par les nazis, qui l'ont obligé à prendre une retraite forcée de sa carrière universitaire puis lui ont fait perdre sa vaste bibliothèque et toutes ses notes manuscrites.

## Publications
- Georg Kinsky: Versteigerung von Musiker-Autographen aus dem Nachlaß des Herrn Kommerzienrates Wilhelm Heyer in Köln im Geschäftslokal der Firma Karl Ernst Henrici, Berlin, Montag, den 6. und Dienstag, den 7. Dezember 1926 ... durch Karl Ernst Henrici & Leo Liepmannssohn, Antiquariat, Berlin, Berlin 1926.
- Georg Kinsky: Versteigerung von Musikerbildnissen sowie Darstellungen mit Musikinstrumenten aus dem Nachlaß des Herrn Kommerzienrates Wilhelm Heyer in Köln durch Karl Ernst Henrici & Leo Liepmannssohn, Antiquariat, Berlin, Berlin 1927.
- Georg Kinsky: Versteigerung von Musiker-Autographen aus dem Nachlaß des Herrn Kommerzienrates Wilhelm Heyer in Köln. Teil 2: Versteigerung von Musikbüchern, praktischer Musik und Musiker-Autographen des 16. bis 18. Jahrhunderts aus dem Nachlaß des Herrn Kommerzienrates Wilhelm Heyer in Köln durch Karl Ernst Henrici & Leo Liepmannssohn, Antiquariat, Berlin, Berlin 1928.
- Georg Kinsky/Hans Halm: Das Werk Beethovens :Thematisch-Bibliographisches Verzeichnis aller vollendeten Werke Ludwig van Beethovens, G. Henle Verlag, Munich 1955.